# Шлейер, Ханнс Мартин
Ханс «Ханнс» Мартин Шлейер (нем. Hanns Martin Schleyer; 1 мая 1915, Оффенбург, Баден, Германская империя — 18 октября 1977, Мюлуз, Франция) — немецкий предприниматель, работодатель, представитель промышленности, а также бывший офицер СС, на момент убийства занимавший пост президента двух влиятельных коммерческих организаций, Конфедерации немецких ассоциаций работодателей (нем. Bundesvereinigung der Deutschen Arbeitgeberverbände, BDA) и Федерации немецкой промышленности (нем. Bundesverband der Deutschen Industrie, BDI). Шлейер стал мишенью для радикальных элементов немецкого студенческого движения в 1970-х годах как «классовый враг» из-за своей роли в большом бизнесе, позиции в трудовых спорах, агрессивных выступлений на телевидении, правоконсервативных антикоммунистических взглядов, положения в Христианско-демократическом союзе, а также участия в молодости не только в нацистском студенческом движении, но и непосредственно в СС.
Он был похищен 5 сентября 1977 года ультралевой фракцией Красной Армии (нем. Rote Armee Fraktion, RAF) и впоследствии убит; его водитель и трое полицейских, сопровождавших бизнесмена, также были убиты, когда его машина попала в засаду. Правительство Германии решило, что в национальных интересах не вести переговоры с террористами. Похищение и убийство Шлейера обычно рассматриваются как кульминация кампании RAF 1977 года, известной как «Немецкая осень». После его смерти Шлейер пользовался большим уважением в Германии; его именем названа исследовательская премия, благотворительный фонд, а также крытая спортивная арена в Штутгарте. В 2017 году президент Германии Франк-Вальтер Штайнмайер и правительство Германии отметили 40-летие похищения.

## Ранние годы
Ханс Мартин Шлейер родился 1 мая 1915 года в Оффенбурге, Великое герцогство Баден, и был старшим ребёнком в семье Эрнста Юлиуса Шлейера (1882—1959) и Элен Луизы Элизабет Шлейер (урожденная Райтингер; 1883—1979). Его отец был судьей, а двоюродным дядей был Иоганн Мартин Шлейер, известный римско-католический священник, который изобрел язык волапюк. Шлейер был воспитан католиком в семье по материнской линии, что шло вразрез с желаниями его нерелигиозного отца, которого описывали как «вспыльчивого» и придерживавшегося национал-консервативных взглядов.
Шлейер получил сертификат Abitur в Раштатте, и в 1933 году начал изучать право в Гейдельбергском университете, где он сначала присоединился к студенческому братству Teutonia 1842 zu Rastatt, а год спустя перешел в Corps Suevia. В 1939 году он получил докторскую степень в Инсбрукском университете.

### Вступление в НСДАП
С ранних лет он придерживался идей национал-социализма. 1 марта 1931 года Шлейер стал членом Гитлерюгенда, молодёжной организации Национал-социалистической партии. 1 июля 1933 года он вступил в СС (номер СС 221.714), в итоге дослужившись до звания унтерштурмфюрера (лейтенанта) в 1945 году. Во время учёбы он участвовал в нацистском студенческом движении (NSDStB). Одним из его наставников в это время был нацистский студенческий лидер (а позже гауляйтер) Густав Адольф Шеель.
Летом 1935 года Шлейер обвинил своё в целом националистически настроенное братство в отсутствии «национал-социалистического духа». Он покинул братство, когда головная организация Kösener SC отказалась исключать из его рядов евреев. В 1958 году ему позволили вернуться в братство, а уже после похищения 15 октября 1977 он был провозглашен его почётным членом.
Шлейер стал лидером национал-социалистического студенческого движения, и 22 сентября 1937 года подал заявление о вступлении в НСДАП и был принят задним числом от 1 мая того же года (членский номер 5 056 527). Сначала он был президентом студенческого сообщества Гейдельбергского университета. Позже рейхстудентенфюрер Шеель отправил его в оккупированную Австрию, где он занял ту же должность в Инсбрукском университете. 21 октября 1939 года Шлейер женился на Вальтруде Кеттерер (1916—2008), дочери врача, члена городского совета Мюнхена и обергруппенфюрера СА Эмиля Кеттерера. В браке у них родилось четыре сына: Ханнс-Эберхард (род. 1944), Арнд (род. 1949), Дирк (род. 1952) и Йорг (род. 1954).
Во время Второй мировой войны Шлейер был призван и служил на Западном фронте с 1939 по 1940 год, где участвовал во вторжении во Францию. Он был отстранён от участия в боевых действия осенью 1940 года, когда вывихнул обе руки во время учений по скалолазанию в рамках подготовки к предстоящей операции «Морской лев». 1 мая 1941 года он был уволен с военной службы по настоянию Шееля вернуться на свою должность в Инсбрукском университете.
Впоследствии его отправили в Прагу, где он был назначен президентом студенческого сообщества немецкого кампуса Карлова университета (все чешские университеты здесь были закрыты в ноябре 1939 года). На этом посту он познакомился с Бернхардом Адольфом, одним из экономических лидеров Протектората Богемии и Моравии, который привел Шлейера в Промышленную ассоциацию Богемии и Моравии в 1943 году. Ассоциация занималась разграблением национальных богатств оккупированной Чехословакии, «ариизацией» и использованием принудительного труда, в том числе политзаключённых и военнопленных, многие из которых затем уничтожались.
Шлейер стал заместителем и советником Бернхарда Адольфа в качестве руководителя канцелярии президиума Центрального союза промышленности Протектората. Во время проживания в Праге Шлейеру и его жене предоставили жилье в домах, конфискованных у еврейских жителей Праги. В 1944 году они переехали в захваченную виллу в Бубенече после того, как её предыдущий житель, оберштурмфюрер СА Фридрих Герман Клаузинг, покончил жизнь самоубийством, узнав, что его сын был среди организаторов заговора против Гитлера 20 июля. 5 мая 1945 года Шлейер и его семья бежали из города вскоре после начала Пражского восстания. После войны чехословацкие власти приговорли его к смерти за преступления времён оккупации и требовали от ФРГ его выдачи.

## Промышленный лидер Западной Германии

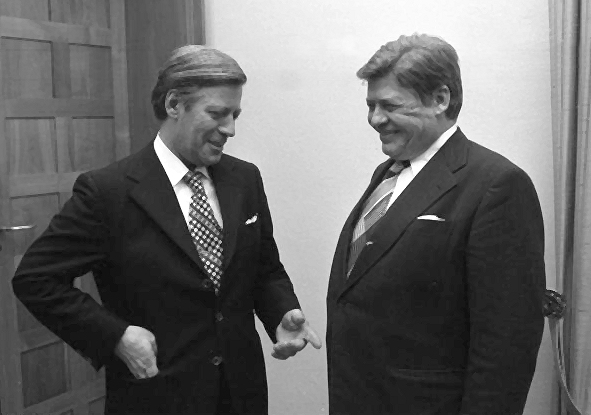
Ханнс Мартин Шлейер (справа) и канцлер Германии Гельмут Шмидт, 1974

18 мая 1945 года Шлейер был арестован французскими войсками, когда он скрывался в доме своих родителей в Констанце, и в течение трех лет находился в плену у союзников из-за своего членства в СС. В ходе процесса по денацификации Шлейеру первоначально был присвоен статус «незначительно виновного» (нем. Minderbelasteter), но он подал апелляцию, ложно занизив свое звание до обершарфюрера (Фельдфебеля), чтобы смягчить предполагаемое наказание, в результате чего он получил статус «Попутчика» (нем. Mitläufer). В 1948 году он был репатриирован, с наказанием в виде штрафа в 300 марок. Во время французской оккупации Шлейер работал в Управлении авиабаз (фр. Direction des Bases Aériennes) в Ларе. В 1949 году он стал секретарем торговой палаты Баден-Бадена. В 1951 году Шлейер присоединился к Daimler-Benz и при поддержке наставника Фрица Кенеке в конечном итоге стал членом совета директоров. В конце 1960-х годов он едва не был назначен председателем правления, но уступил эту должность Йоахиму Цану. Впоследствии Шлейер стал более активно участвовать в ассоциациях работодателей и был лидером в ассоциациях работодателей и промышленности. Он одновременно был президентом Конфедерации немецких ассоциаций работодателей (BDA) и Федерации немецкой промышленности (BDI).
Его бескомпромиссные действия во время промышленных протестов 1960-х годов, в том числе полная остановка производства и выплаты зарплат, сотрудничество с нацистской партией, а также агрессивная публичная риторика, особенно на телевидении (The New York Times описала его как «карикатурного уродливого капиталиста»), привела к тому что Шлейер стал врагом в глазах студенческого движения 1968 года.
В 1977 году Шлейер участвовал в дебатах с Хайнцем Оскаром Феттером, председателем Объединения немецких профсоюзов, в перекрестной беседе на 8-м симпозиуме в Санкт-Галлене. После похищения Шлейера эти дебаты получили широкую известность.

## Похищение и убийство

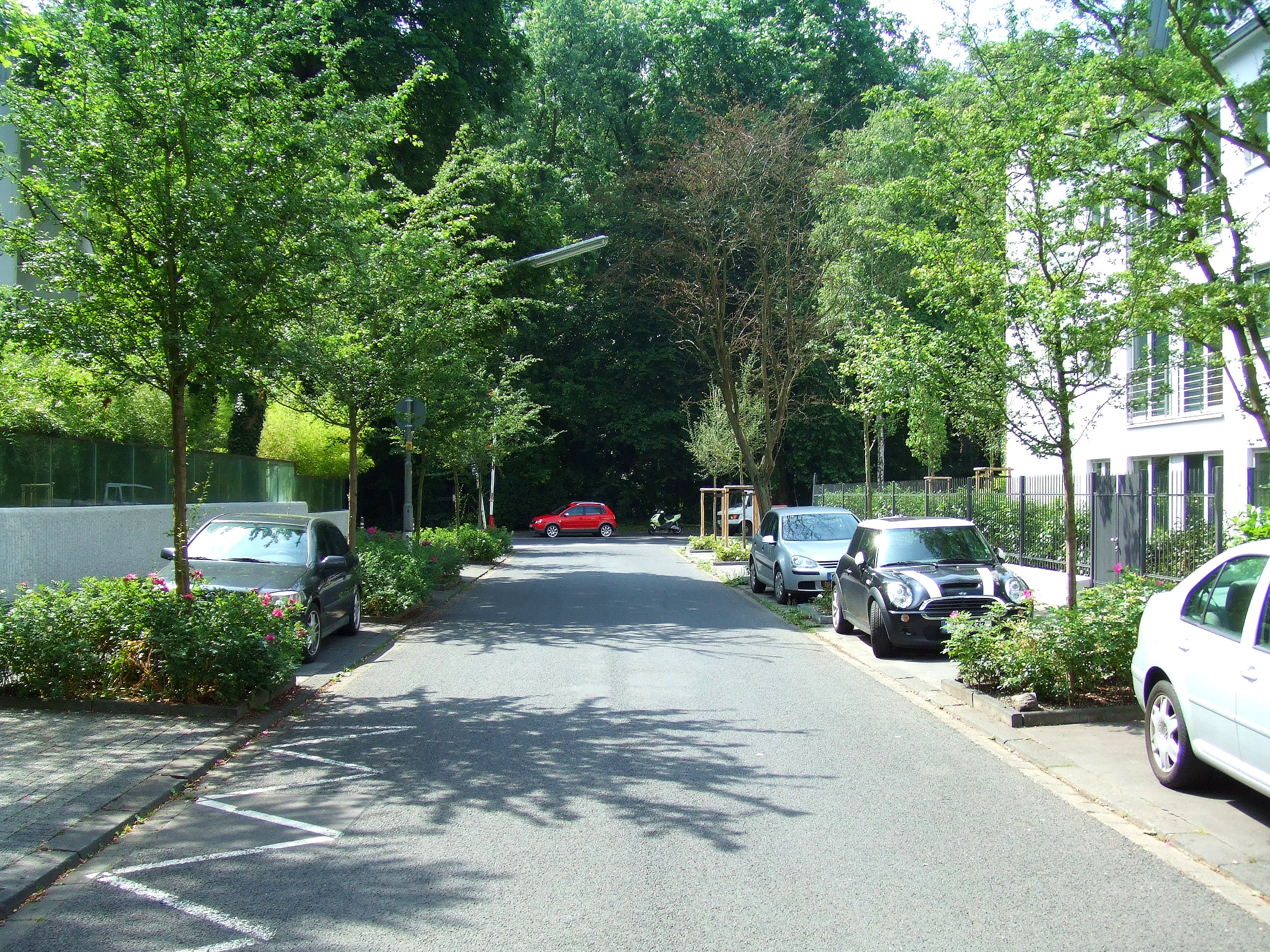
Место похищения Шлейера, перекресток Фридрих-Шмидт-штрассе и Винценштатштрассе.

5 сентября 1977 года боевики леворадикальной организации Фракция Красной армии (RAF) из подразделения «коммандос Зигфрида Хауснера», названное в честь деятеля RAF, убитого во время нападения на посольство в Стокгольме двумя годами ранее, напали в Кёльне на машину с водителем, в которой находился Ханнс Мартин Шлейер, сразу после того, как машина свернула направо с Фридрих-Шмидт-штрассе на Винценц-Статц-штрассе. Его водитель был вынужден затормозить, когда перед автомобилем на дороге внезапно появилась детская коляска. Следовавшая за ними машина полицейского сопровождения не смогла вовремя остановиться и врезалась в машину Шлейера. Затем четверо (или, возможно, пятеро) боевиков RAF в масках выскочили и обстреляли машины, убив водителя Хайнца Марциша и троих телохранителей Райнхольда Брендле, Роланда Пилера и Хельмута Ульмера, совокупно выпустив 119 пуль. Затем Шлейера вытащили из машины и посадили в белый Volkswagen Transporter, принадлежавший боевикам. Похитители потребовали, чтобы федеральное правительство освободило из тюрем одиннадцать заключенных боевиков RAF.
Вначале он был перевезён на конспиративную квартиру, после чего был перевезен в другую квартиру в городе Эрфтштадт. 18 и 19 сентября он находился в Гааге, а в ночь с 19 на 20 сентября был перевезён в Брюссель.
Правительство под руководством канцлера Гельмута Шмидта решило не исполнять требования террористов. Оно не сменило свою позицию даже после того, как 13 октября 1977 года был угнан самолёт «Ландсхут». 18 октября оно приказало штурмовать самолёт в аэропорту Могадишо силами подразделения GSG 9 Федеральной пограничной службы. Пассажиры и экипаж, взятые в заложники, были освобождены. В ту же ночь трое заключенных боевиков RAF покончили с собой в тюрьме Штаммхайм в Штутгарте.
Родственники Шлейера не поддержали позицию федерального правительства и предложили похитителям выкуп в размере 15 миллионов марок, передачу которого власти не допустили. Затем сын Шлейера Ханнс-Эберхард обратился в Федеральный конституционный суд с просьбой об освобождении заключенных боевиков. Запрос был отклонен за несколько часов до истечения срока действия последнего ультиматума похитителей.
После того, как похитители Шлейера получили известие о смерти своих заключенных товарищей, Шлейер был увезен из Брюсселя 18 октября 1977 года и застрелен тремя выстрелами в затылок по дороге в Мюлуз, Франция, где его тело было оставлено в багажнике зелёного Audi 100 на улице Шарля Пеги.
Из 20 установленных преступников 17 были пойманы и осуждены по закону, двое были застрелены во время ареста. Один не был пойман и считается пропавшим без вести. Те, кто был ещё жив, долгое время не раскрывали имя стрелка. В сентябре 2007 года бывший член RAF Петер-Юрген Боок публично заявил, что убийцами были Рольф Хайсслер и Штефан Вишневский.

## Похороны и память

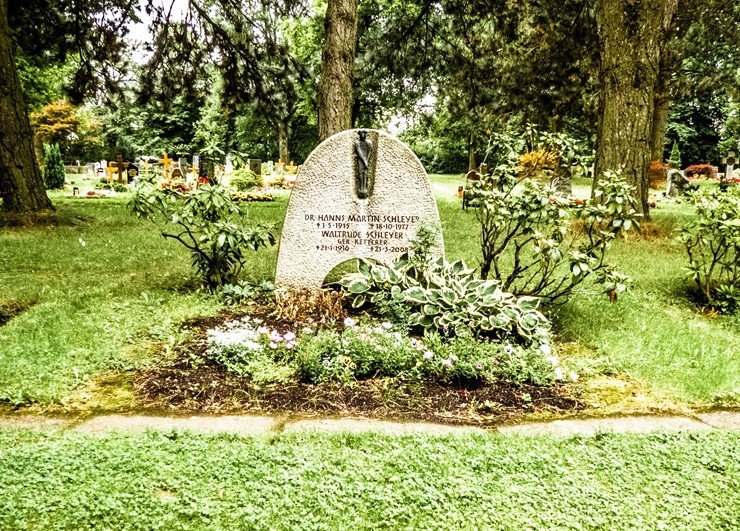
Могила Ханнса Мартина Шлейера на кладбище Остфильдерфридхоф в Штутгарте.

Перед похоронами Шлейера 25 октября 1977 года в кафедральном соборе Св. Эберхарда в Штутгарте состоялась государственная панихида, на которой присутствовали почти все ведущие немецкие политики. Выражение соболезнования вдове Шлейера со стороны канцлера Гельмута Шмидта было отчасти воспринято как своего рода извинение.
В 1977 году BDA и BDI основали Фонд Ханнса Мартина Шлейера, который в настоящее время занимается поддержкой молодых ученых в области права, экономики и культурологии. 14 сентября 1983 года в штутгартском районе Бад-Каннштатт была открыта крытая спортивная арена Hanns-Martin-Schleyer-Halle. Во многих городах Западной Германии именем Шлейера были названы улицы.
Вдова Шлейера и особенно его сын Ханнс-Эберхард, который был генеральным секретарем Центральной ассоциации немецких ремесел с 1989 по 2009 год, неоднократно выступали публично как представители жертв RAF, например, в дискуссии о выставке, посвященной группировке, проходившей в Берлине с января по май 2005 года.

## Кинематограф
- 1978: Германия осенью
- 1997: Игра смерти — документальный фильм.
- 2003: Шлейер — немецкая история — документальный фильм.
- 2008: Комплекс Баадера — Майнхоф — в роли Шлейера Бернд Штегеманн[нем.]